# GP3-Serie 2012
Die GP3-Serie 2012 war die dritte Saison der GP3-Serie. Es gab 16 Rennen, die Meisterschaft begann am 12. Mai in Montmeló und endete am 9. September in Monza. Mitch Evans gewann die Fahrerwertung und Lotus GP die Teamwertung.

## Änderungen 2012

### Sportliches Reglement
Das Punktesystem im Hauptrennen orientiert sich ab der Saison 2012 wieder an dem der FIA, das auch in der Formel 1 verwendet wird. Es wurden 25-18-15-12-10-8-6-4-2-1 Punkte an die ersten zehn Piloten vergeben. Im Sprintrennen bekamen die ersten acht Fahrer 15-12-10-8-6-4-2-1 Punkte. Zusätzlich gab es vier Punkte für den Gewinner des Qualifyings, sowie jeweils zwei Bonuspunkt für den Fahrer, der von den ersten zehn klassifizierten Fahrern die schnellste Rennrunde erzielte.

## Teams und Fahrer
Alle Teams und Fahrer verwendeten das Dallara-Chassis GP3/10, Motoren von Renault und Reifen von Pirelli.
| Team                    | Auto # | Fahrer                 | Rennwochenende | Quelle |
| ----------------------- | ------ | ---------------------- | -------------- | ------ |
| Lotus GP                | 01     | Daniel Abt             | Alle           | [ 2 ]  |
| Lotus GP                | 02     | Conor Daly             | Alle           | [ 3 ]  |
| Lotus GP                | 03     | Aaro Vainio            | Alle           | [ 4 ]  |
| MW Arden                | 04     | Mitch Evans            | Alle           | [ 5 ]  |
| MW Arden                | 05     | David Fumanelli        | Alle           | [ 6 ]  |
| MW Arden                | 06     | Matias Laine           | Alle           | [ 7 ]  |
| Marussia Manor Racing   | 07     | Dmitri Suranowitsch    | Alle           | [ 8 ]  |
| Marussia Manor Racing   | 08     | Fabiano Machado        | Alle           | [ 9 ]  |
| Marussia Manor Racing   | 09     | Tio Ellinas            | Alle           | [ 10 ] |
| Status Grand Prix       | 14     | Marlon Stöckinger      | Alle           | [ 11 ] |
| Status Grand Prix       | 15     | Kōtarō Sakurai         | 1–2            | [ 12 ] |
| Status Grand Prix       | 15     | Kōtarō Sakurai         | 4              | [ 12 ] |
| Status Grand Prix       | 15     | Lewis Williamson       | 5–8            | [ 13 ] |
| Status Grand Prix       | 16     | Alice Powell           | Alle           | [ 14 ] |
| Ocean Racing Technology | 17     | Kevin Ceccon           | 1              | [ 15 ] |
| Ocean Racing Technology | 17     | Carmen Jordá           | 2–8            |        |
| Ocean Racing Technology | 18     | Carmen Jordá           | 1              | [ 16 ] |
| Ocean Racing Technology | 18     | Kevin Ceccon           | 2–8            |        |
| Ocean Racing Technology | 19     | Robert Cregan          | Alle           | [ 16 ] |
| Jenzer Motorsport       | 20     | Robert Visoiu          | Alle           | [ 17 ] |
| Jenzer Motorsport       | 21     | Patric Niederhauser    | Alle           | [ 18 ] |
| Jenzer Motorsport       | 22     | Jakub Klášterka        | 1–2            | [ 19 ] |
| Jenzer Motorsport       | 22     | Facu Regalía           | 4              | [ 20 ] |
| Jenzer Motorsport       | 22     | Alex Fontana           | 6–7            | [ 21 ] |
| Trident Racing          | 23     | Vicky Piria            | Alle           | [ 23 ] |
| Trident Racing          | 24     | Antonio Spavone        | 1–4            | [ 24 ] |
| Trident Racing          | 25     | Giovanni Venturini     | 4–8            | [ 25 ] |
| Carlin                  | 26     | Alex Brundle           | Alle           | [ 26 ] |
| Carlin                  | 27     | António Félix da Costa | Alle           | [ 27 ] |
| Carlin                  | 28     | William Buller         | Alle           | [ 28 ] |
| Atech CRS Grand Prix    | 29     | Tamás Pál Kiss         | Alle           | [ 29 ] |
| Atech CRS Grand Prix    | 30     | John Wartique          | 1–3, 7–8       | [ 30 ] |
| Atech CRS Grand Prix    | 30     | Fabio Gamberini        | 4              | [ 31 ] |
| Atech CRS Grand Prix    | 30     | Facu Regalía           | 6              | [ 32 ] |
| Atech CRS Grand Prix    | 31     | Ethan Ringel           | Alle           | [ 33 ] |

Anmerkungen
1. ↑  Kōtarō Sakurai startete die ersten zwei Rennwochenenden mit japanischer Lizenz. Ab dem vierten Rennwochenende trat er mit philippinischer Lizenz an.

### Änderungen bei den Fahrern
Die folgende Auflistung enthält alle Fahrer, die an der GP3-Serie 2011 teilgenommen haben und in der Saison 2012 nicht für dasselbe Team wie 2011 starten.
Fahrer, die ihr Team gewechselt haben:
- Conor Daly: Carlin → Lotus GP
- António Félix da Costa: Status Grand Prix → Carlin
- Matias Laine: Marussia Manor Racing → MW Arden
- Tamás Pál Kiss: Tech 1 Racing → Atech CRS Grand Prix
- Marlon Stöckinger: Atech CRS Grand Prix → Status Grand Prix
- Aaro Vainio: Tech 1 Racing → Lotus GP
- Lewis Williamson: MW Arden → Status Grand Prix

Fahrer, die in die GP3-Serie einsteigen bzw. zurückkehren:
- Daniel Abt: Formel-3-Euroserie (Signature) → Lotus GP
- William Buller: Britische Formel-3-Meisterschaft (Fortec Motorsport) → Carlin
- Alex Brundle: FIA-Formel-2-Meisterschaft → Carlin
- Kevin Ceccon: Auto GP (Ombra Racing) → Ocean Racing Technology
- Robert Cregan: Fujitsu V8 Supercar Series (Matt Stone Racing) → Ocean Racing Technology
- Tio Ellinas: Britische Formel Renault (Atech Reid GP) → Marussia Manor Racing
- David Fumanelli: European F3 Open (RP Motorsport) → MW Arden
- Fabio Gamberini: European F3 Open (Team West-Tec) → Atech CRS Grand Prix
- Carmen Jordá: Lamborghini Super Trofeo → Ocean Racing Technology
- Jakub Klášterka: Auszeit → Jenzer Motorsport
- Fabiano Machado: Südamerikanische Formel-3-Meisterschaft (Cesário Fórmula) → Marussia Manor Racing
- Patric Niederhauser: Formel Abarth (Jenzer Motorsport) → Jenzer Motorsport
- Vicky Piria: Formel Abarth (Prema Powerteam) → Trident Racing
- Alice Powell: Britische Formel Renault (Manor Competition) → Status Grand Prix
- Facu Regalía: Italienische Formel-3-Meisterschaft (Arco Motorsport) → Jenzer Motorsport
- Ethan Ringel: F2000 Championship Series (McLaughlin Motorsports) → Atech CRS Grand Prix
- Kōtarō Sakurai: Britische Formel-3-Meisterschaft (Hitech Racing) → Status Grand Prix
- Antonio Spavone: Formel Abarth (JD Motorsport) → Trident Racing
- Dmitri Suranowitsch: Formel Abarth (Euronova Racing) → Marussia Manor Racing
- Giovanni Venturini: Auto GP (Griffitz Durango) → Trident Racing
- Robert Visoiu: Formel Abarth (Jenzer Motorsport) → Jenzer Motorsport
- John Wartique: Peugeot Sport 207 Championship → Atech CRS Grand Prix

Fahrer, die die GP3-Serie verlassen haben:
- Zoël Amberg: Atech CRS Grand Prix → Formel Renault 3.5 (Pons Racing)
- Luciano Bacheta: RSC Mücke Motorsport → FIA-Formel-2-Meisterschaft
- Valtteri Bottas: Lotus ART → Formel-1-Testfahrer (Williams F1)
- James Calado: Lotus ART → GP2-Serie (Lotus GP)
- Gabby Chaves: Addax Team → Star Mazda Series (JDC Motorsports)
- Michael Christensen: RSC Mücke Motorsport → Deutscher Porsche Carrera Cup
- Tom Dillmann: Addax Team → GP2-Serie (Rapax)
- Vittorio Ghirelli: Addax Team → Formel Renault 3.5 (Comtec Racing)
- Rio Haryanto: Marussia Manor Racing → GP2-Serie (Carlin)
- Daniel Mancinelli: RSC Mücke Motorsport → Italienischer Porsche Carrera Cup (MIK Corse)
- Nigel Melker: RSC Mücke Motorsport → GP2-Serie (Ocean Racing Technology)
- Nico Müller: Jenzer Motorsport → Formel Renault 3.5 (International Draco Racing)
- Adrian Quaife-Hobbs: Marussia Manor Racing → Auto GP World Series (SuperNova International)
- Alexander Sims: Status Grand Prix → European Le Mans Series (Status GP)
- Richie Stanaway: Lotus ART → Formel Renault 3.5 (Gravity - Charouz)
- Simon Trummer: MW Arden → GP2-Serie (Arden International)
- Nick Yelloly: Atech CRS Grand Prix → Formel Renault 3.5 (Comtec Racing)

Fahrer, die noch keinen Vertrag für ein Renncockpit 2012 besitzen:
| - Andrea Caldarelli - Leonardo Cordeiro - Christophe Hurni - Thomas Hylkema | - Iwan Lukaschewitsch - Callum MacLeod - Daniel Morad - Pedro Nunes | - Maxim Simin - Dean Smith - Dominic Storey |

### Änderungen bei den Teams
- Das Addax Team zog sich aus der GP3-Serie zurück und übergab den Platz an Trident Racing.[22] Ebenfalls nicht mehr im Starterfeld vertreten war Tech 1 Racing. Diesen Startplatz übernahm Ocean Racing Technology.[34]

- RSC Mücke Motorsport stieg aus der GP3-Serie aus.[35]

- ART Grand Prix drückt die Verbindung zum Automobilhersteller Lotus ab der Saison 2012 deutlicher aus und meldete das Team anstelle von Lotus ART als Lotus GP. An Stelle der Lackierung im British Racing Green trat das Team wie alle Lotus-Werksteams 2012 mit schwarz-goldenem Farbschema an.[1]

### Änderungen während der Saison
- Bei Status Grand Prix wurde Kōtarō Sakurai zum fünften Rennwochenende durch Lewis Williamson abgelöst.

- Jenzer Motorsport setzte im dritten Fahrzeug mehrere Fahrer ein. Zunächst fuhr Jakub Klášterka zwei Rennen, anschließend nahmen Facu Regalía und Alex Fontana an je einem Rennen teil.

- John Wartique verlor sein Cockpit bei Atech CRS Grand Prix nach dem dritten Rennwochenende, da er Budget-Probleme hatte.[31] Fabio Gamberini übernahm seinen Platz zunächst für ein Rennen. Im weiteren Saisonverlauf trat auch Regalia, der zuvor schon für Jenzer Motorsport gefahren war, bei einem Rennwochenende in diesem Fahrzeug an.

## Rennkalender
Der Rennkalender wurde am 16. Dezember 2011 veröffentlicht. Es fanden acht Rennwochenenden statt, es befanden sich alle Veranstaltungen im Rahmenprogramm der Formel-1-Weltmeisterschaft. Im Vergleich zum Vorjahr flogen Istanbul und Nürburg raus, neu hinzu kamen Hockenheim sowie erstmals Monte Carlo.
| Nr. | Datum         | Rennstrecke                                      | Sieger                 | Zweiter                | Dritter             | Pole-Position          | Schnellste Rennrunde   |
| --- | ------------- | ------------------------------------------------ | ---------------------- | ---------------------- | ------------------- | ---------------------- | ---------------------- |
| 01. | 12. Mai       | Circuit de Barcelona-Catalunya (Montmeló)        | Mitch Evans            | Marlon Stöckinger      | Aaro Vainio         | António Félix da Costa | Patric Niederhauser    |
| 02. | 13. Mai       | Circuit de Barcelona-Catalunya (Montmeló)        | Conor Daly             | Robert Visoiu          | Matias Laine        |                        | Marlon Stöckinger      |
| 03. | 25. Mai       | Circuit de Monaco (Monte Carlo)                  | Aaro Vainio            | Tamás Pál Kiss         | Kevin Ceccon        | Aaro Vainio            | Kevin Ceccon           |
| 04. | 26. Mai       | Circuit de Monaco (Monte Carlo)                  | Marlon Stöckinger      | António Félix da Costa | Daniel Abt          |                        | Marlon Stöckinger      |
| 05. | 23. Juni      | Valencia Street Circuit (Valencia)               | Mitch Evans            | Aaro Vainio            | David Fumanelli     | Mitch Evans            | Mitch Evans            |
| 06. | 24. Juni      | Valencia Street Circuit (Valencia)               | Patric Niederhauser    | Daniel Abt             | Matias Laine        |                        | António Félix da Costa |
| 07. | 07. Juli      | Silverstone Circuit (Silverstone)                | António Félix da Costa | Mitch Evans            | Aaro Vainio         | Mitch Evans            | António Félix da Costa |
| 08. | 08. Juli      | Silverstone Circuit (Silverstone)                | William Buller         | Conor Daly             | Patric Niederhauser |                        | Tio Ellinas            |
| 09. | 21. Juli      | Hockenheimring Baden-Württemberg (Hockenheim)    | Patric Niederhauser    | Conor Daly             | Giovanni Venturini  | Daniel Abt             | Tio Ellinas            |
| 10. | 22. Juli      | Hockenheimring Baden-Württemberg (Hockenheim)    | Mitch Evans            | Daniel Abt             | Conor Daly          |                        | Mitch Evans            |
| 11. | 28. Juli      | Hungaroring (Mogyoród)                           | António Félix da Costa | Daniel Abt             | Mitch Evans         | Aaro Vainio            | António Félix da Costa |
| 12. | 29. Juli      | Hungaroring (Mogyoród)                           | António Félix da Costa | Patric Niederhauser    | Alex Brundle        |                        | Mitch Evans            |
| 13. | 01. September | Circuit de Spa-Francorchamps (Spa-Francorchamps) | Daniel Abt             | António Félix da Costa | Mitch Evans         | Mitch Evans            | António Félix da Costa |
| 14. | 02. September | Circuit de Spa-Francorchamps (Spa-Francorchamps) | Matias Laine           | António Félix da Costa | Conor Daly          |                        | António Félix da Costa |
| 15. | 08. September | Autodromo Nazionale di Monza (Monza)             | Daniel Abt             | Tio Ellinas            | Matias Laine        | Mitch Evans            | Tio Ellinas            |
| 16. | 09. September | Autodromo Nazionale di Monza (Monza)             | Tio Ellinas            | Daniel Abt             | Giovanni Venturini  |                        | Mitch Evans            |

## Wertungen

### Punktesystem
Beim Hauptrennen (HAU) bekamen die ersten Zehn des Rennens 25, 18, 15, 12, 10, 8, 6, 4, 2 bzw. 1 Punkt(e). Beim Sprintrennen (SPR) erhielten die ersten Acht des Rennens 15, 12, 10, 8, 6, 4, 2 bzw. 1 Punkt(e). Zusätzlich erhielt der Gewinner des Qualifyings, der im Hauptrennen von der Pole-Position startete, vier Punkte. Der Fahrer, der von den ersten zehn klassifizierten Fahrern die schnellste Rennrunde erzielte, erhielt zwei Punkte.
| Punkteverteilung | Punkteverteilung | Punkteverteilung | Punkteverteilung | Punkteverteilung | Punkteverteilung | Punkteverteilung | Punkteverteilung | Punkteverteilung | Punkteverteilung | Punkteverteilung | Punkteverteilung | Punkteverteilung |
| ---------------- | ---------------- | ---------------- | ---------------- | ---------------- | ---------------- | ---------------- | ---------------- | ---------------- | ---------------- | ---------------- | ---------------- | ---------------- |
| Platz            | 1                | 2                | 3                | 4                | 5                | 6                | 7                | 8                | 9                | 10               | PP               | SR               |
| Hauptrennen      | 25               | 18               | 15               | 12               | 10               | 8                | 6                | 4                | 2                | 1                | 4                | 2                |
| Sprintrennen     | 15               | 12               | 10               | 8                | 6                | 4                | 2                | 1                | 0                | 0                | –                | 2                |

### Fahrerwertung
| Pos. | Fahrer            | ESP | ESP | MON | MON | ESP | ESP | GBR | GBR | GER | GER | HUN | HUN | BEL | BEL | ITA | ITA | Punkte |
| Pos. | Fahrer            | HAU | SPR | HAU | SPR | HAU | SPR | HAU | SPR | HAU | SPR | HAU | SPR | HAU | SPR | HAU | SPR | Punkte |
| ---- | ----------------- | --- | --- | --- | --- | --- | --- | --- | --- | --- | --- | --- | --- | --- | --- | --- | --- | ------ |
| 01   | M. Evans          | 1   | 20  | 5   | 4   | 1   | 6   | 2   | 11  | 8   | 1   | 3   | 21  | 3   | 15  | DNF | 20  | 151,5  |
| 02   | D. Abt            | 13  | 6   | 6   | 3   | 6   | 2   | 4   | DNF | 7   | 2   | 2   | 11  | 1   | 5   | 1   | 2   | 149,5  |
| 03   | A. Félix da Costa | 14  | 7   | 7   | 2   | DNF | 8   | 1   | 6   | DNF | DNF | 1   | 1   | 2   | 2   | 15  | 5   | 132,5  |
| 04   | A. Vainio         | 3   | 4   | 1   | 7   | 2   | 7   | 3   | DNF | 5   | 6   | 5   | 7   | 6   | 14  | 11  | 14  | 123,5  |
| 05   | M. Laine          | 5   | 3   | 21  | 16  | 5   | 3   | 9   | 18* | 4   | 5   | 7   | 6   | 5   | 1   | 3   | 6   | 111,5  |
| 06   | C. Daly           | 6   | 1   | 23* | DNF | 11  | DNF | 5   | 2   | 2   | 3   | 6   | 9   | 7   | 3   | 4   | 11  | 106,5  |
| 07   | P. Niederhauser   | 4   | 5   | DNF | 15  | 8   | 1   | 10  | 3   | 1   | 9   | 16  | 2   | 11  | 6   | 5   | DNF | 101,5  |
| 08   | T. Ellinas        | 7   | 15  | 9   | 8   | 4   | 5   | 6   | 4   | 10  | 7   | 13  | 4   | 4   | DNF | 2   | 1   | 99,5   |
| 09   | K. Ceccon         | DNF | 10  | 3   | 6   | 7   | 4   | 8   | 7   | 17  | 15  | 4   | 8   | 12  | 20  | 13  | 9   | 56,5   |
| 10   | M. Stöckinger     | 2   | 19  | 8   | 1   | 19  | 11  | 16  | DNF | 16  | 11  | 9   | 13  | 14  | 16  | 7   | 4   | 55,5   |
| 11   | D. Fumanelli      | 9   | 17  | 4   | 5   | 3   | 16  | DNS | DNS | 12  | 10  | 8   | DNF | 20  | DNF | 6   | 13  | 47,5   |
| 12   | T. Pál Kiss       | 12  | DNF | 2   | 9   | 9   | 10  | 11  | 14  | 6   | 4   | 14  | 10  | 17  | 10  | 9   | 15  | 38,5   |
| 13   | G. Venturini      |     |     |     |     |     |     | 13  | 16  | 3   | 8   | 11  | DNF | 9   | 9   | 8   | 3   | 31,5   |
| 14   | R. Visoiu         | 8   | 2   | 14  | 10  | DNF | 12  | 12  | 5   | DSQ | 12  | 12  | 22  | 15  | 13  | 14  | 7   | 24,5   |
| 15   | W. Buller         | 23  | 9   | 12  | DNF | 10  | 9   | DNF | 1   | 9   | DNF | 23  | 12  | 13  | 8   | 10  | 12  | 20,5   |
| 16   | A. Brundle        | 10  | 8   | 10  | DNF | 16  | 14  | 7   | 10  | DSQ | 13  | 15  | 3   | 19  | 11  | DNF | 10  | 19,5   |
| 17   | L. Williamson     |     |     |     |     |     |     |     |     | 13  | DNF | 10  | 5   | 8   | 7   | 19  | DNF | 11,5   |
| 18   | A. Fontana        |     |     |     |     |     |     |     |     |     |     | 17  | 15  | 10  | 4   |     |     | 8,5    |
| 19   | A. Powell         | DNF | 11  | 11  | 22  | 18  | DNF | 17  | DNF | 19  | DNF | 19  | 20  | 18  | 12  | 12  | 8   | 1,5    |
| 20   | F. Gamberini      |     |     |     |     |     |     | 23  | 8   |     |     |     |     |     |     |     |     | 1,5    |
| 21   | F. Machado        | 16  | DNF | 15  | 17  | DNF | 19  | 19  | 9   | DNF | DNF | DNS | DNS | 25  | 21  | DNF | 16  | 0,5    |
| 22   | R. Cregan         | 15  | DNF | 18  | 11  | 15  | 13  | 20  | 15  | 11  | NC  | 21  | 14  | 21  | DNS | 20  | 17  | 0,5    |
| 23   | D. Suranowitsch   | 11  | DNF | 16  | DSQ | DNF | 15  | 22  | 20* | 15  | 14  | DNF | 16  | 22  | 18  | 22* | DNF | 0,5    |
| 24   | K. Sakurai        | 18  | 12  | 13  | 20  |     |     | 15  | 13  |     |     |     |     |     |     |     |     | 0,5    |
| 25   | J. Wartique       | 21  | 13  | 17  | 13  | 12  | DNF |     |     |     |     |     |     | 23  | 17  | 17  | 18  | 0,5    |
| 26   | V. Piria          | 22  | 16  | 19  | 12  | 17  | 18  | 18  | 21* | 14  | DNF | 20  | 19  | 16  | 19  | 16  | DNF | 0,5    |
| 27   | F. Regalía        |     |     |     |     |     |     | 14  | 12  |     |     | 18  | 18  |     |     |     |     | 0,5    |
| 28   | C. Jordá          | 20  | 21  | DNF | 21  | 13  | DNF | DNQ | DNQ | 20  | DNF | 24* | DNF | 26  | 23  | 21  | 19  | 0,5    |
| 29   | E. Ringel         | DNF | 18  | DNF | 18  | 14  | DNF | DNF | 17  | 18  | 16  | 22  | 17  | 24  | 22  | 18  | DNF | 0,5    |
| 30   | A. Spavone        | 17  | DNF | 20  | 14  | DNF | 17  | 21  | 19  |     |     |     |     |     |     |     |     | 0,5    |
| 31   | J. Klášterka      | 19  | 14  | 22  | 19  |     |     |     |     |     |     |     |     |     |     |     |     | 0,5    |
| Pos. | Fahrer            | HAU | SPR | HAU | SPR | HAU | SPR | HAU | SPR | HAU | SPR | HAU | SPR | HAU | SPR | HAU | SPR | Punkte |
| Pos. | Fahrer            | ESP | ESP | MON | MON | ESP | ESP | GBR | GBR | GER | GER | HUN | HUN | BEL | BEL | ITA | ITA | Punkte |

| Legende  | Legende            | Legende                                                          |
| Farbe    | Abkürzung          | Bedeutung                                                        |
| -------- | ------------------ | ---------------------------------------------------------------- |
| Gold     | –                  | Sieg                                                             |
| Silber   | –                  | 2. Platz                                                         |
| Bronze   | –                  | 3. Platz                                                         |
| Grün     | –                  | Platzierung in den Punkten                                       |
| Blau     | –                  | Klassifiziert außerhalb der Punkteränge                          |
| Violett  | DNF                | Rennen nicht beendet (did not finish)                            |
| Violett  | NC                 | nicht klassifiziert (not classified)                             |
| Rot      | DNQ                | nicht qualifiziert (did not qualify)                             |
| Rot      | DNPQ               | in Vorqualifikation gescheitert (did not pre-qualify)            |
| Schwarz  | DSQ                | disqualifiziert (disqualified)                                   |
| Weiß     | DNS                | nicht am Start (did not start)                                   |
| Weiß     | WD                 | zurückgezogen (withdrawn)                                        |
| Hellblau | PO                 | nur am Training teilgenommen (practiced only)                    |
| Hellblau | TD                 | Freitags-Testfahrer (test driver)                                |
| ohne     | DNP                | nicht am Training teilgenommen (did not practice)                |
| ohne     | INJ                | verletzt oder krank (injured)                                    |
| ohne     | EX                 | ausgeschlossen (excluded)                                        |
| ohne     | DNA                | nicht erschienen (did not arrive)                                |
| ohne     | C                  | Rennen abgesagt (cancelled)                                      |
| ohne     | keine WM-Teilnahme |                                                                  |
| sonstige | P/fett             | Pole-Position                                                    |
| sonstige | 1/2/3/4/5/6/7/8    | Punktplatzierung im Sprint-/Qualifikationsrennen                 |
| sonstige | SR/kursiv          | Schnellste Rennrunde                                             |
| sonstige | *                  | nicht im Ziel, aufgrund der zurückgelegten Distanz aber gewertet |
| sonstige | ()                 | Streichresultate                                                 |
| sonstige | unterstrichen      | Führender in der Gesamtwertung                                   |

- Beim Hauptrennen in Spa-Francorchamps wurden nur halbe Punkte vergeben, da das Rennen vorzeitig abgebrochen wurde und nicht die zur vollen Punktzahl notwendige Distanz absolviert worden war.

### Teamwertung
| Pos. | Team                    | Auto # | ESP | ESP | MON | MON | ESP | ESP | GBR | GBR | GER | GER | HUN | HUN | BEL | BEL | ITA | ITA | Punkte |
| Pos. | Team                    | Auto # | HAU | SPR | HAU | SPR | HAU | SPR | HAU | SPR | HAU | SPR | HAU | SPR | HAU | SPR | HAU | SPR | Punkte |
| ---- | ----------------------- | ------ | --- | --- | --- | --- | --- | --- | --- | --- | --- | --- | --- | --- | --- | --- | --- | --- | ------ |
| 01   | Lotus GP                | 01     | 13  | 6   | 6   | 3   | 6   | 2   | 4   | DNF | 7   | 2   | 2   | 11  | 1   | 5   | 1   | 2   | 378,5  |
| 01   | Lotus GP                | 02     | 6   | 1   | 23  | DNF | 11  | DNF | 5   | 2   | 2   | 3   | 6   | 9   | 7   | 3   | 4   | 11  | 378,5  |
| 01   | Lotus GP                | 03     | 3   | 4   | 1   | 7   | 2   | 7   | 3   | DNF | 5   | 6   | 5   | 7   | 6   | 14  | 11  | 14  | 378,5  |
| 02   | MW Arden                | 04     | 1   | 20  | 5   | 4   | 1   | 6   | 2   | 11  | 8   | 1   | 3   | 21  | 3   | 15  | DNF | 20  | 309,5  |
| 02   | MW Arden                | 05     | 9   | 17  | 4   | 5   | 3   | 16  | DNS | DNS | 12  | 10  | 8   | DNF | 20  | DNF | 6   | 13  | 309,5  |
| 02   | MW Arden                | 06     | 5   | 3   | 21  | 16  | 5   | 3   | 9   | 18* | 4   | 5   | 7   | 6   | 5   | 1   | 3   | 6   | 309,5  |
| 03   | Carlin                  | 26     | 10  | 8   | 10  | DNF | 16  | 14  | 7   | 10  | DSQ | 13  | 15  | 3   | 19  | 11  | DSQ | 10  | 171,5  |
| 03   | Carlin                  | 27     | 14  | 7   | 7   | 2   | DNF | 8   | 1   | 6   | DNF | DNF | 1   | 1   | 2   | 2   | 15  | 5   | 171,5  |
| 03   | Carlin                  | 28     | 23  | 9   | 12  | DNF | 10  | 9   | DNF | 1   | 9   | DNF | 23  | 12  | 13  | 8   | 10  | 12  | 171,5  |
| 04   | Jenzer Motorsport       | 20     | 8   | 2   | 14  | 10  | DNF | 12  | 12  | 5   | DSQ | 12  | 12  | 22  | 15  | 13  | 14  | 7   | 133,5  |
| 04   | Jenzer Motorsport       | 21     | 4   | 5   | DNF | 15  | 8   | 1   | 10  | 3   | 1   | 9   | 16  | 2   | 11  | 6   | 5   | DNF | 133,5  |
| 04   | Jenzer Motorsport       | 22     | 19  | 14  | 22  | 19  |     |     | 14  | 12  |     |     | 17  | 15  | 10  | 4   |     |     | 133,5  |
| 05   | Marussia Manor Racing   | 07     | 11  | DNF | 16  | DSQ | DNF | 15  | 22  | 20* | 15  | 14  | DNF | 16  | 22  | 18  | 22* | DNS | 99,5   |
| 05   | Marussia Manor Racing   | 08     | 16  | DNF | 15  | 17  | DNF | 19  | 19  | 9   | DNF | DNF | DNS | DNS | 25  | 21  | DNF | 16  | 99,5   |
| 05   | Marussia Manor Racing   | 09     | 7   | 15  | 9   | 8   | 4   | 5   | 6   | 4   | 10  | 7   | 13  | 4   | 4   | DNF | 2   | 1   | 99,5   |
| 06   | Status Grand Prix       | 14     | 2   | 19  | 8   | 1   | 19  | 11  | 16  | DNF | 16  | 11  | 9   | 13  | 14  | 16  | 7   | 4   | 67,5   |
| 06   | Status Grand Prix       | 15     | 18  | 12  | 13  | 20  |     |     | 15  | 13  | 13  | DNF | 10  | 5   | 8   | 7   | 19  | DNF | 67,5   |
| 06   | Status Grand Prix       | 16     | DNF | 11  | 11  | 22  | 18  | DNF | 17  | DNF | 19  | DNF | 19  | 20  | 18  | 12  | 12  | 8   | 67,5   |
| 07   | Ocean Racing Technology | 17     | DNF | 10  | DNF | 21  | 13  | DNF | DNQ | DNQ | 20  | DNF | 24* | DNF | 26  | 23  | 21  | 19  | 56,5   |
| 07   | Ocean Racing Technology | 18     | 20  | 21  | 3   | 6   | 7   | 4   | 8   | 7   | 17  | 15  | 4   | 8   | 12  | 20  | 13  | 9   | 56,5   |
| 07   | Ocean Racing Technology | 19     | 15  | DNF | 18  | 11  | 15  | 13  | 20  | 15  | 11  | NC  | 21  | 14  | 21  | DNS | 20  | 17  | 56,5   |
| 08   | Atech CRS Grand Prix    | 29     | 12  | DNF | 2   | 9   | 9   | 10  | 11  | 14  | 6   | 4   | 14  | 10  | 17  | 10  | 9   | 15  | 39,5   |
| 08   | Atech CRS Grand Prix    | 30     | 21  | 13  | 17  | 13  | 12  | DNF | 23  | 8   |     |     | 18  | 18  | 23  | 17  | 17  | 18  | 39,5   |
| 08   | Atech CRS Grand Prix    | 31     | DNF | 18  | DNF | 18  | 14  | DNF | DNF | 17  | 18  | 16  | 22  | 17  | 24  | 22  | 18  | DNF | 39,5   |
| 09   | Trident Racing          | 23     | 22  | 16  | 19  | 12  | 17  | 18  | 18  | 21* | 14  | DNF | 20  | 19  | 16  | 19  | 16  | DNF | 31,5   |
| 09   | Trident Racing          | 24     | 17  | DNF | 20  | 14  | DNF | 17  | 21  | 19  |     |     |     |     |     |     |     |     | 31,5   |
| 09   | Trident Racing          | 25     |     |     |     |     |     |     | 13  | 16  | 3   | 8   | 11  | DNF | 9   | 9   | 8   | 3   | 31,5   |
| Pos. | Team                    | Auto # | HAU | SPR | HAU | SPR | HAU | SPR | HAU | SPR | HAU | SPR | HAU | SPR | HAU | SPR | HAU | SPR | Punkte |
| Pos. | Team                    | Auto # | ESP | ESP | MON | MON | ESP | ESP | GBR | GBR | GER | GER | HUN | HUN | BEL | BEL | ITA | ITA | Punkte |

| Legende  | Legende            | Legende                                                          |
| Farbe    | Abkürzung          | Bedeutung                                                        |
| -------- | ------------------ | ---------------------------------------------------------------- |
| Gold     | –                  | Sieg                                                             |
| Silber   | –                  | 2. Platz                                                         |
| Bronze   | –                  | 3. Platz                                                         |
| Grün     | –                  | Platzierung in den Punkten                                       |
| Blau     | –                  | Klassifiziert außerhalb der Punkteränge                          |
| Violett  | DNF                | Rennen nicht beendet (did not finish)                            |
| Violett  | NC                 | nicht klassifiziert (not classified)                             |
| Rot      | DNQ                | nicht qualifiziert (did not qualify)                             |
| Rot      | DNPQ               | in Vorqualifikation gescheitert (did not pre-qualify)            |
| Schwarz  | DSQ                | disqualifiziert (disqualified)                                   |
| Weiß     | DNS                | nicht am Start (did not start)                                   |
| Weiß     | WD                 | zurückgezogen (withdrawn)                                        |
| Hellblau | PO                 | nur am Training teilgenommen (practiced only)                    |
| Hellblau | TD                 | Freitags-Testfahrer (test driver)                                |
| ohne     | DNP                | nicht am Training teilgenommen (did not practice)                |
| ohne     | INJ                | verletzt oder krank (injured)                                    |
| ohne     | EX                 | ausgeschlossen (excluded)                                        |
| ohne     | DNA                | nicht erschienen (did not arrive)                                |
| ohne     | C                  | Rennen abgesagt (cancelled)                                      |
| ohne     | keine WM-Teilnahme |                                                                  |
| sonstige | P/fett             | Pole-Position                                                    |
| sonstige | 1/2/3/4/5/6/7/8    | Punktplatzierung im Sprint-/Qualifikationsrennen                 |
| sonstige | SR/kursiv          | Schnellste Rennrunde                                             |
| sonstige | *                  | nicht im Ziel, aufgrund der zurückgelegten Distanz aber gewertet |
| sonstige | ()                 | Streichresultate                                                 |
| sonstige | unterstrichen      | Führender in der Gesamtwertung                                   |